# TransferJet
TransferJet - technologia bezprzewodowej wymiany informacji pomiędzy urządzeniami znajdującymi się w niewielki oddaleniu, opracowana przez firmę Sony i upubliczniona w 2008 roku. Maksymalna prędkość transmisji wynosi 560 Mbit/s, efektywna 375 MBit/sek.
Wymiana danych pomiędzy urządzeniami jest możliwa po zbliżeniu ich do siebie. Specyfikacja umożliwia połączenie tylko z wcześnie zdefiniowanym typem urządzeń bądź tylko z urządzeniem o danym adresie MAC.